# Mazda T1500

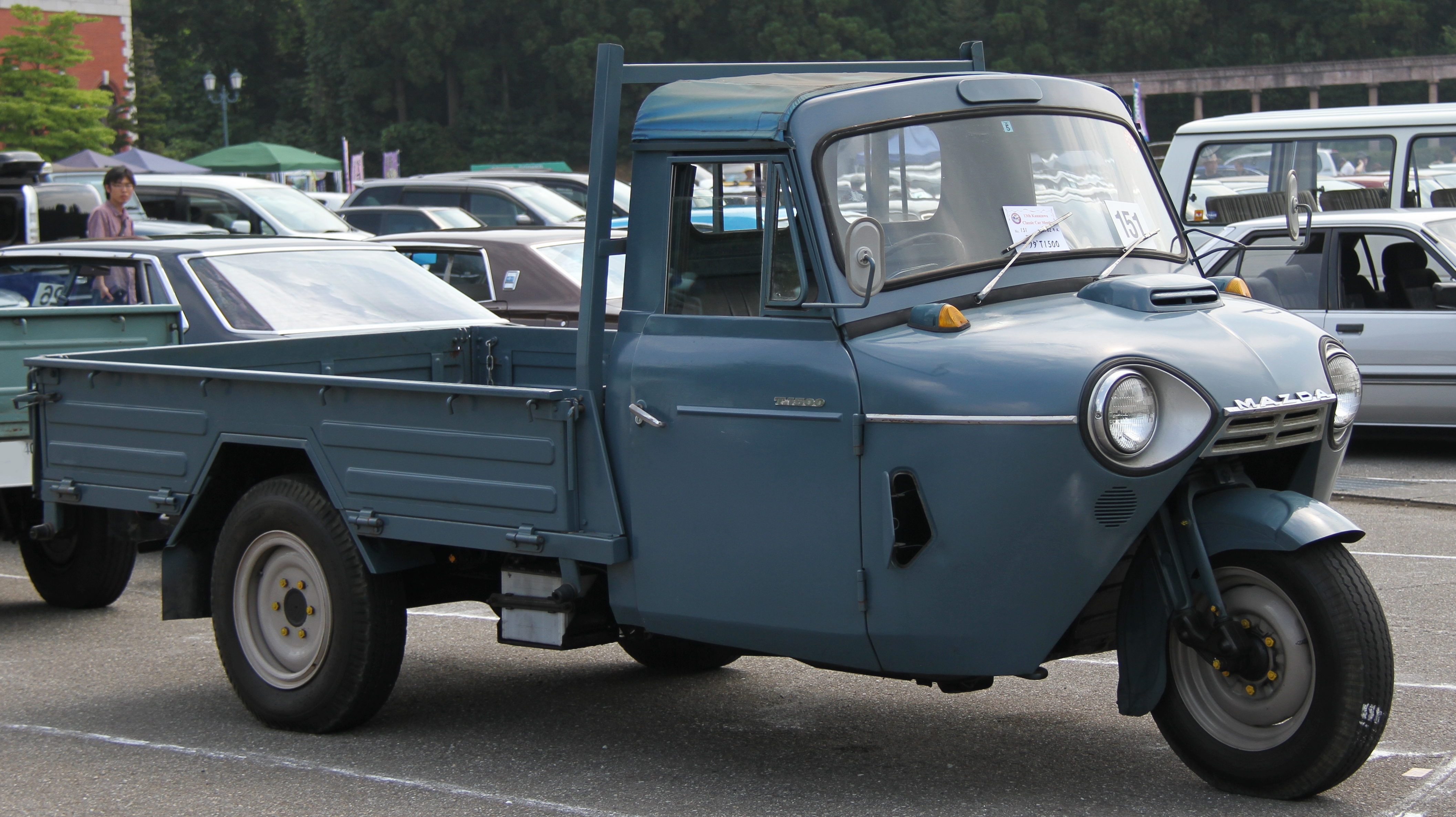
1962 Mazda T1500

Der Mazda T1500/T2000 ist ein dreirädriges Transportfahrzeug und basiert auf dem von Toyo Kogyo (jetzt Mazda), dem ursprünglichen Namen von Mazda (東洋コルク工業株式会社, Tōyō Koruku Kōgyō kabushiki-gaisha; engl. Toyo Cork Kogyo Ltd.) entwickelten Dreirad T1100, das 1957 erstmalig auf den Markt kam. Das Fahrzeug wurde unter dem Markennamen Mazda Mazdago verkauft.

## Geschichte
In der ersten Version T1100 wurde das Fahrzeug mit einem luftgekühlten Zweizylinder-V-Viertaktmotor ausgeliefert. 1959 wurde er durch einen Vierzylindermotor mit Wasserkühlung ersetzt. Der Name wurde auf T1500 geändert und spiegelt den Hubraum von 1500 cm³ wider.

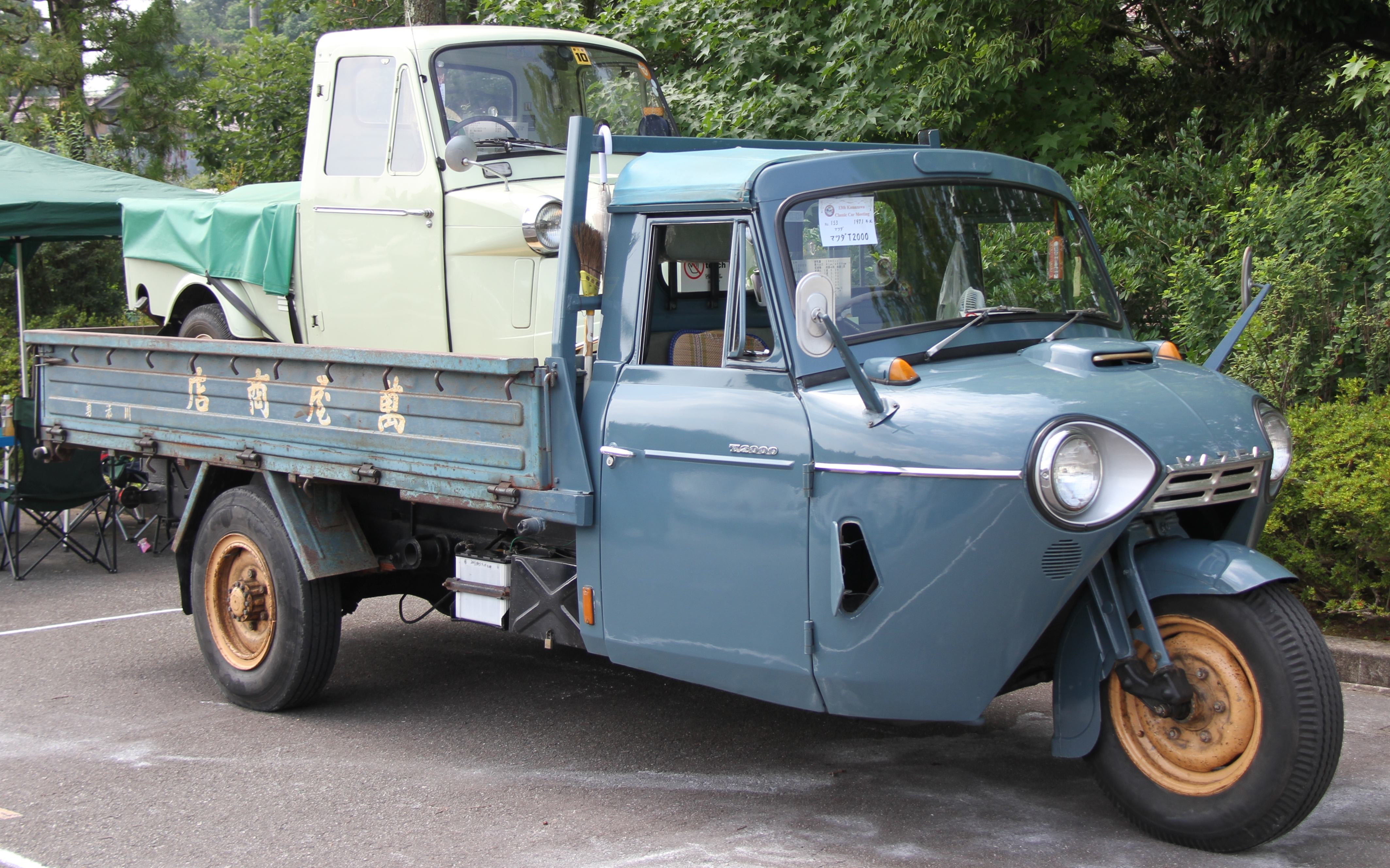
1971 Mazda T2000

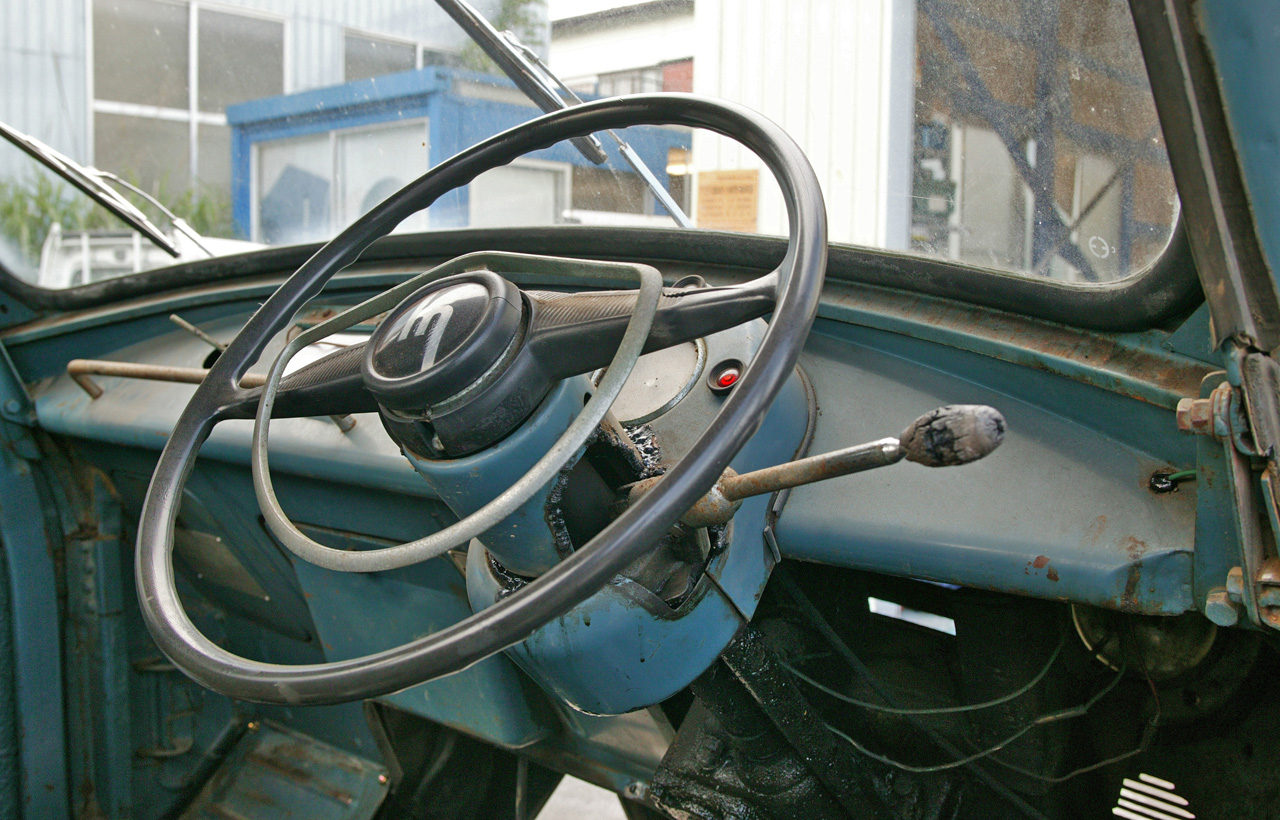
Führerhaus eines T1500

1962 wurde die Straßenverkehrszulassungsordnung in Japan (1960) geändert: Maße und Motoren in dieser Fahrzeugkategorie durften größer sein. Mazda erhöhte den Hubraum auf 2 l, der Wagen hieß fortan T2000 und hatte 81 hp (60 kW).
1969 ging Toyo Kogyo in Mazda auf.
1974 stellte Mazda in Japan die Produktion des T2000 ein.

## Export
Das Fahrzeug war ein Erfolg und wurde in verschiedene asiatische Länder exportiert oder in Lizenz nachgebaut. Kia Motors fertigte den T2000 unter dem gleichen Namen in Südkorea. In China baute ihn Dongyang Industries.
Mazda Hellas baute den T1500 in Griechenland in einer Stückzahl von 2370 bis 1976.

## Technische Daten
| Art                   | Maß      | Anmerkung       |
| --------------------- | -------- | --------------- |
| Gesamtlänge           | 608 cm   | längste Version |
| Gesamtbreite          | 184 cm   | längste Version |
| Ladefläche Länge      | 408 cm   | längste Version |
| Wendekreis            | 5,93 m   | längste Version |
| Zuladung              | 2000 kg  | T2000           |
| Hubraum               | 2000 ccm | T2000           |
| KW/PS                 | 60,4/81  | T2000           |
| Höchstgeschwindigkeit | 100 km/h | T2000           |

## Bilder

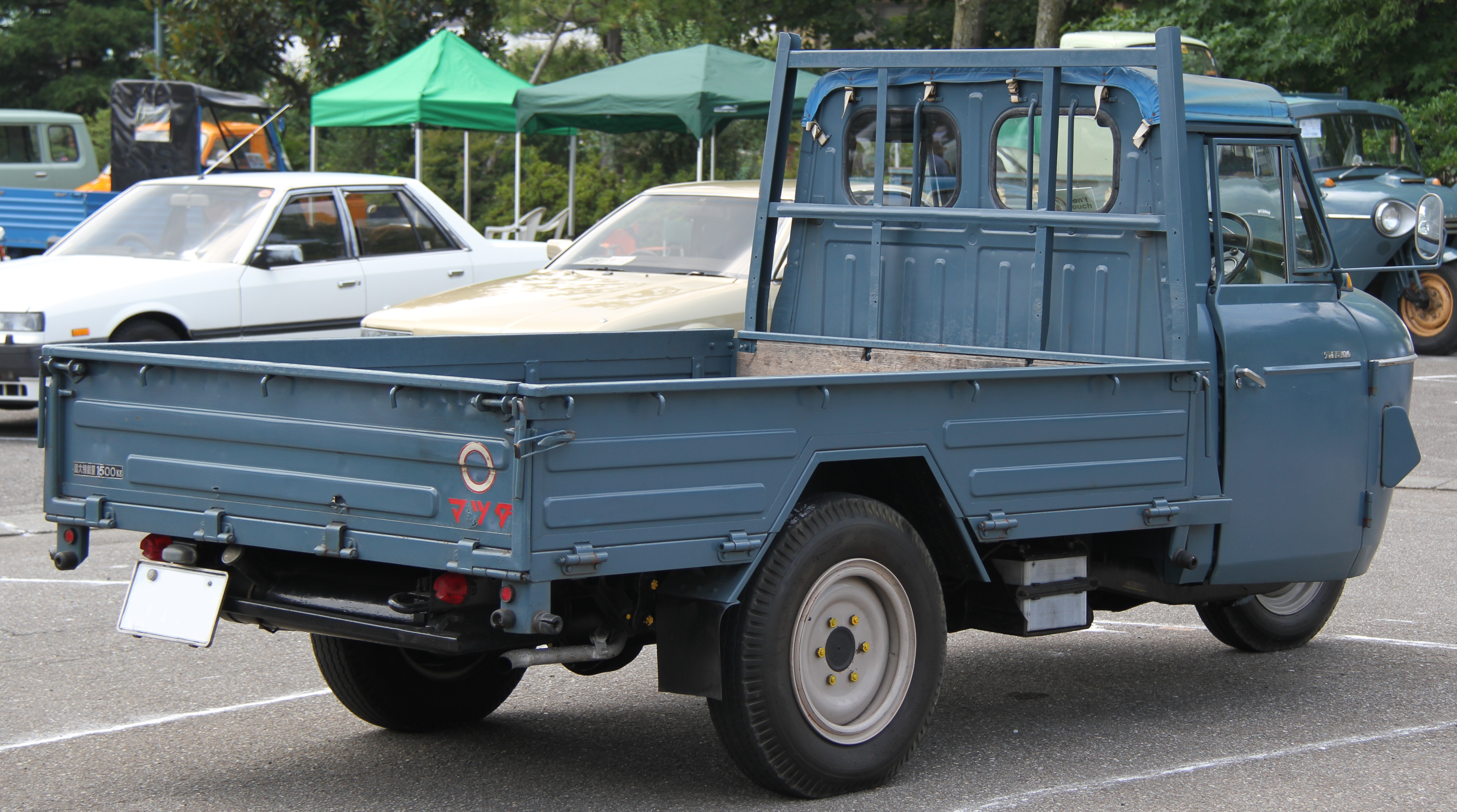
T1500 kurze Ladefläche
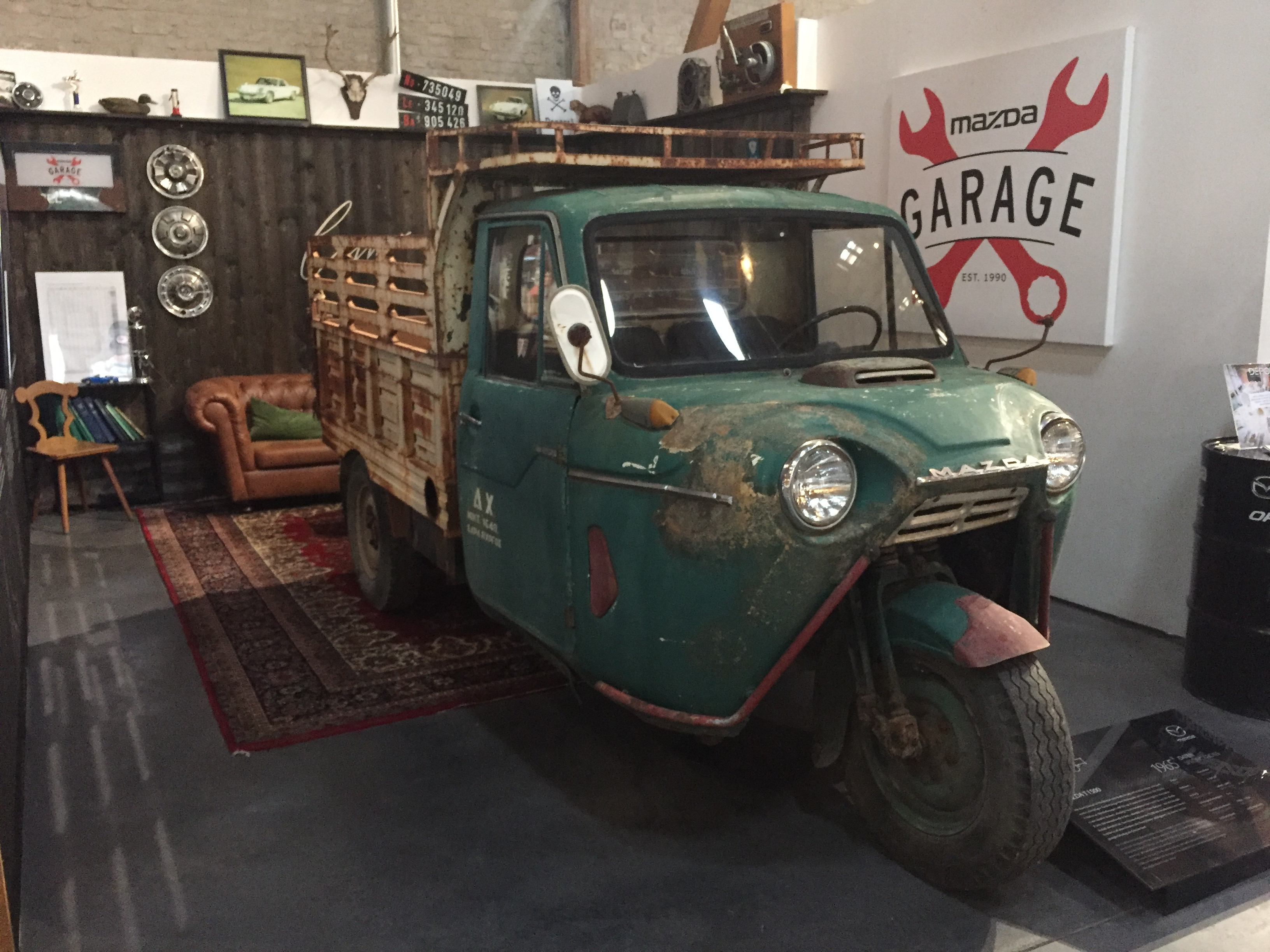
T1500 im Mazda Museum Augsburg
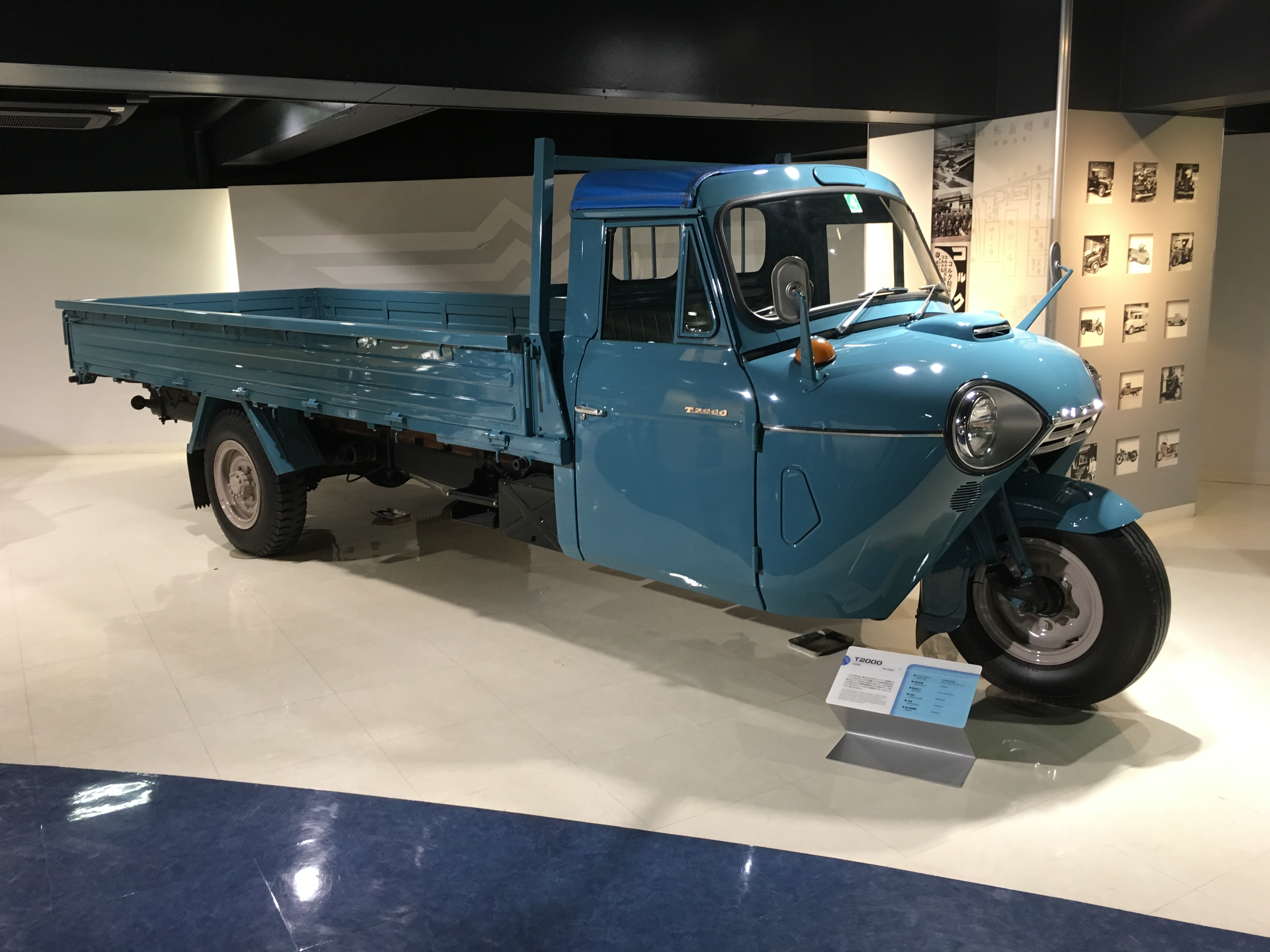
T2000 Mazda Museum Hiroshima „long bed“
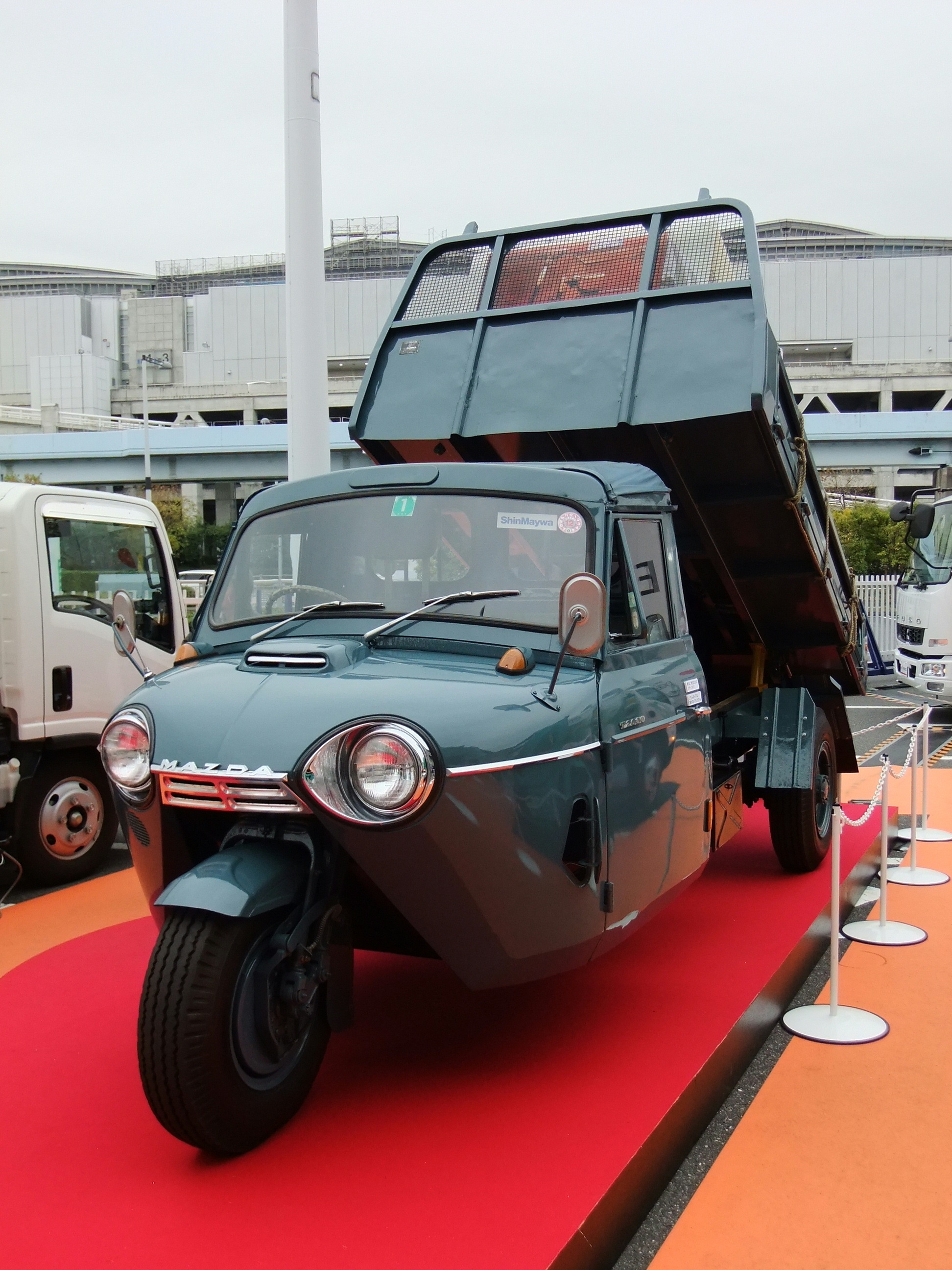
T2000 Kipper Umbau „Kawanishi“
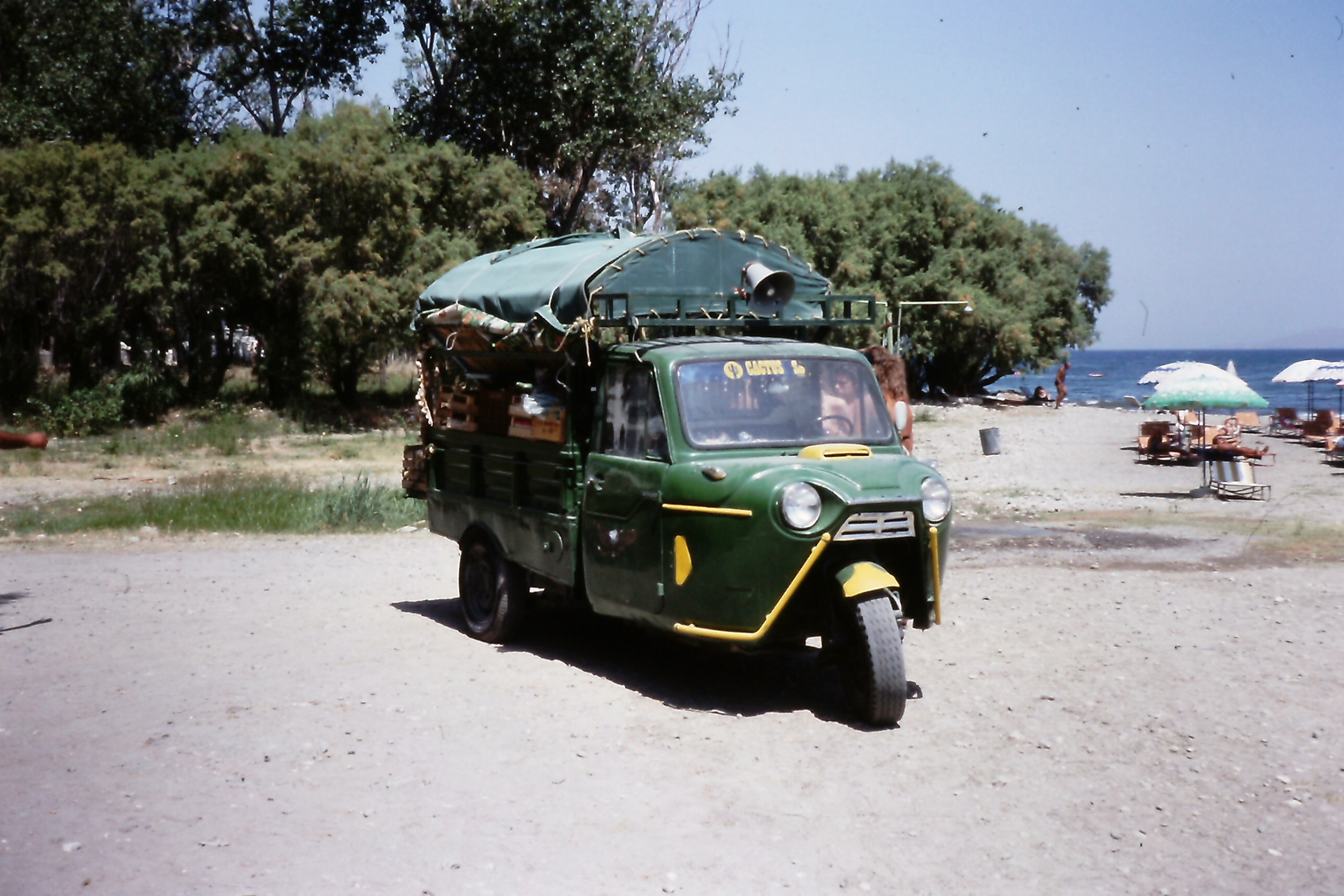
T1500 als Verkaufsfahrzeug an griechischem Strand

## Trivia
Der T1500 ist in mehreren Filmen & Fernsehserien als „Nebendarsteller“ zu sehen, hauptsächlich asiatischen, aber auch im Film Mamma Mia!.